# Авдіїво (Карелія)
А́вді́їво (рос. Авдеево) — село в Пудозькому районі Республіки Карелія, адміністративний центр Авдіївського сільського поселення. Розташоване за 34 км на північний захід від райцентру Пудож на південному березі озера Купецьке, висота над рівнем моря 61 м. В селі діє загальноосвітня середня школа. Найближчі села Октябрське  — за 2 км на північ та нежиле Бураково за 1,5 км на північний схід. 